# Conflitto dell'Ituri
Il conflitto dell'Ituri è un conflitto tra le etnie Lendu, agricoltori, e Hema, pastori, nel distretto dell'Ituri nel nord-est della Repubblica Democratica del Congo. Il conflitto ha avuto molteplici fasi, ma i contrasti armati più recenti sono avvenuti tra 1999 e 2003, con un conflitto di bassa intensità che si è protratto fino al 2007.
Il conflitto è stato profondamente complicato dalla presenza di numerosi gruppi armati che hanno partecipato alla Seconda Guerra del Congo, dall'alto numero di armi di piccolo taglio nella regione, dalla corsa ad accaparrarsi le abbondanti risorse naturali dell'area, e dalle tensioni etniche nelle regioni circostanti. L'etnia Lendu è stata prevalentemente rappresentata dal Fronte Nazionalista e Integrazionista (FNI), mentre l'Unione dei Patrioti Congolesi (UPC) reclamava di combattere a nome degli Hema. Più di 50 000 persone sono state uccise nel conflitto, e centinaia di migliaia hanno lasciato le proprie case.
La crescente intensità della violenza è anche il risultato di un "prestito" dell'ideologia etnica dall'opposizione Hutu-Tutsi. Secondo Human Rights Watch, i Lendu hanno iniziato a pensarsi simili agli Hutu, e gli Hema ad identificarsi con i Tutsi. Benché vi siano scarse basi per queste nuove costruzioni identitarie, ciò ha largamente aumentato la posta in gioco immateriale del conflitto.
Al 2021 il conflitto è ancora in corso.

## Situazioni di sfondo
La tensione di radici etniche fra Lendu e Hema ha origini antiche, risalenti al periodo coloniale. I coloni belgi favorirono gli Hema, dando origine a disparità di educazione e benessere fra i due gruppi etnici. Questa divergenza continuò sino ai giorni nostri. Nonostante ciò, i due popoli hanno a lungo convissuto in pace, con numerosi matrimoni fra membri non appartenenti ad uno stesso gruppo. Infatti, mentre gli Hema del nord parlano Lendu, quelli del sud continuano a parlare il loro originale Hema.
Gli Hema e i Lendu hanno da sempre lunghe dispute riguardanti i confini e il territorio, che già in passato avevano portato ad episodi di guerra nel 1972, nel 1985 e nel 1996. Gran parte delle turbolenze fu dovuta ad una legge del 1973 sulla distribuzione delle terre, che permetteva di comprare terre che non si abitava, per poi costringere i residenti a lasciare il suolo due anni dopo, quando il possesso non poteva più essere rivendicato legalmente. Un uso indiscriminato e senza scrupoli della legge costrinse le famiglie a lasciare le proprie case perché non erano a conoscenza del fatto che altri le avessero comprate. Nel 1999, alcuni Hema hanno apparentemente cercato di togliere terra ai Lendu utilizzando questa tecnica.

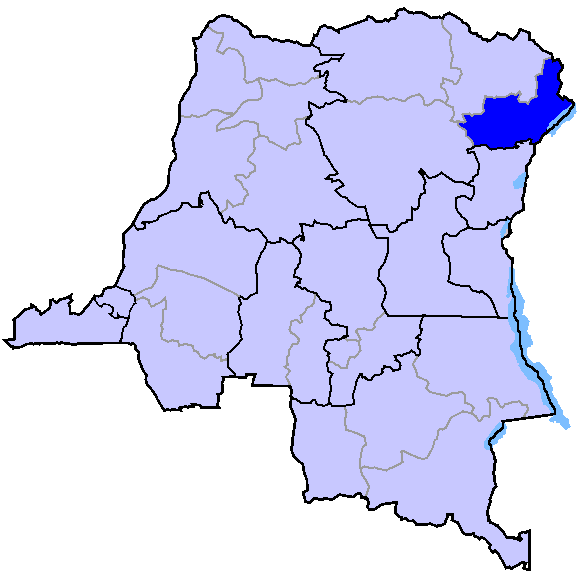
Posizione dell'Ituri all'interno della Repubblica Democratica del Congo.

Il Genocidio del Ruanda del 1994 scosse idealmente tutta la regione dei Grandi Laghi. L'omicidio di 800 000 persone per motivi etnici rafforzò nelle persone il proprio senso di appartenenza socio-culturale, acuendo i contrasti, anziché limarli. Il successivo influsso degli Hutu fuggiaschi nella regione, che portò alla Prima Guerra del Congo appose una maggiore enfasi sulla questione. Comunque, fino alla Seconda Guerra del Congo, cominciata nel 1998, la situazione fra Hema e Lendu non raggiunse il livello di un vero e proprio scontro regionale. Gran parte del Congo settentrionale, compresa la grande Provincia Orientale, fu occupata e posta sotto il controllo nominale dell'invasore Esercito di Difesa della Popoli d'Uganda (lo Uganda People's Defense Force, UPDF) e della fazione Raggruppamento Congolese per la Democrazia-Goma (RCD-Goma) sotto il comando di Ernest Wamba dia Wamba. La tensione aumentò ancora quando il capo dei ribelli spostò la sede dell'RCD dalla Ruanda all'Uganda (da Goma a Kisangani, trasformando il nome del gruppo in RCD-Kisangani, RCD-K). Il conflitto, che aveva già raggiunto una notevole estensione, s'inasprì quando comparvero fucili d'assalto e altre armi da fuoco. Mentre, in passato, le liti riguardo ai terreni si risolvevano con archi e frecce, il facile reperimento di armi da fuoco aumentò enormemente il numero delle vittime della guerra.

## Corso del conflitto

### Creazione della provincia dell'Ituri (1999)
Nel giugno del 1999, James Kazini, comandante delle forze dell'UPDF nel Congo, ignorò le proteste dei vertici dell'RCD-K e creò una nuova "provincia" dell'Ituri al di fuori della tradizionale zona est della Provincia Orientale. Successivamente affidò la carica di governatore della nuova provincia ad un Hema. Ciò, inizialmente, convinse i Lendu che l'Uganda e il RCD-K stessero appoggiando gli Hema contro di loro, e la violenza scoppiò di nuovo fra le due fazioni. L'UPDF fece poco per fermare il conflitto e, in alcuni casi aiutò gli Hema. Comunque, man mano che la lotta andava inasprendosi, l'UPDF continuò ad appoggiare sia gli Hema che i Lendu. Reportage dalle zone di guerra affermarono che i componenti dei Lendu si rifiutarono di entrare a far parte dei ranghi dell'RCD-K e invece crearono milizie basate sulla partizione etnica.

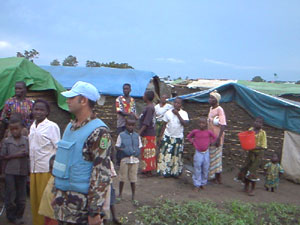
Rifugiati a Bunia, con lo staff della MONUC sullo sfondo, 2004

### Tregua temporanea
Il combattimento non cominciò a smorzarsi finché l'RCD-K non nominò un governatore neutrale per la provincia verso la fine del 1999. Nei mesi precedenti circa 200 000 persone erano state scacciate dalle proprie abitazionie 7 000 erano morte nei combattimenti. Il numero di morti a causa dei disagi legati al conflitto e alla malnutrizione è tuttora ignoto, ma sappiamo che il tasso di mortalità ha raggiunto il 15% durante due epidemie di morbillo manifestatesi nelle regioni sconvolte dai conflitti.

### Ripresa dei combattimenti (2001-2003)
Il conflitto avvampò nuovamente nel 2001 dopo il rimpiazzamento da parte dell'UPDF del governatore con un incaricato Hema. Il governatore nominato dall'RCD-K fu portato a Kampala e tenuto in stato di fermo dal governo ugandese senza alcuna spiegazione. Durante questo periodo, l'RCD-K ebbe alcuni conflitti intestini per il potere, che portò alla separazione in due gruppi, l'RCD-K di Wamba dia Wamba e l'RCD-Mouvement de Libération (RCD-ML) di Mbusa Nyamwisi, che ebbe importanti membri Hema nel suo governo. Wamba dia Wamba ritornò a Bunia per denunciare l'imposizione da parte dell'Uganda dei tre maggiori gruppi ribelli stanziatisi in Uganda, l'RCD-K, l'RCD-ML e il Movimento di Liberazione del Congo. Il rapido collasso delle basi militari di Wamba dia Wamba prive dell'appoggio ugandese è molto probabilmente legato ad una consistente fazione pro-Lendu.

## Operazioni per il mantenimento della pace
Per quanto la Seconda Guerra del Congo fu ufficialmente dichiarata conclusa nel 2003, per gli anni successivi il conflitto continuò, sebbene a minore intensità, nell'Ituri, con altre decine di migliaia di morti. Il proseguire del conflitto è dovuto alla mancanza di una vera autorià nella regione, ridotta ad un patchwork di aree reclamate da gruppi armati, e alle lotte fra le milizie per il controllo delle numerose risorse naturali presenti nella zona. Il principale gruppo ribelle è il Fronte di resistenza patriottica dell'Ituri (FRPI), nato nel 2002 e basato a Lendu. Metà dei suoi membri erano minori di 18 anni e alcuni di loro avevano appena otto anni .

### Operazioni di peace-keeping (2003-2006)
All'inizio del 2003 alcuni team di osservatori del MONUC presenti in Congo dal 1999 documentò seri casi di lotte e violazioni dei diritti umani nell'Ituri. Nell'aprile 2003 800 soldati uruguayani furono schierati a Bunia. Nello stesso mese un osservatore morì a causa dell'esplosione di una mina. Nel maggio 2003 due osservatori militari furono uccisi da una milizia.
Il ritiro di 7 000 truppe ugandesi nell'aprile 2003 portò ad una deteriorante situazione di sicurezza nella regione dell'Ituri che rendeva più pericolosi i negoziati per la pace. Il segretario generale delle Nazioni Unite Kofi Annan si appellò per stanziare una forza multinazionale temporanea nell'area affinché la MONUC, indebolita negli ultimi tempi, potesse riprendersi. Il 30 maggio 2003 il Consiglio di Sicurezza adottò la Risoluzione numero 1484, autorizzando il dispiegamento di una forza internazionale d'emergenza (Interim Multinationale Emergency Force, IMEF) a Bunia, con l'obiettivo di rendere sicuro l'aeroporto, di proteggere i profughi nei campi e i cittadini nelle città.
Il governo francese aveva già mostrato interesse per il comando dell'operazione. Questa si trasformò presto in una missione condotta dall'Unione europea con la Francia come principale contributore insieme ad altri Stati europei e non. In totale, il corpo di pace era formato da 1 800 soldati ed era supportato dall'aviazione francese con base a N'Djamena e Entebbe, rispettivamente in Ciad ed Uganda. Più tardi fu anche aggiunto un piccolo gruppo di forze speciali svedesi, lo Särskilda Skyddsgruppen.
L'operazione chiamata Operation Artemis cominciò il 12 giugno e l'IMEF completò il proprio dispiegamento nelle tre settimane successive. La sistemazione a Bunia procedette senza intoppi, andando a rinforzare il contingente ONU presente nel Congo. Nel settembre 2003, la responsabilità per il mantenimento della sicurezza nella regione fu restituito alla MONUC.
Le milizie del Fronte Nazionalista ed Integralista (FNI) Lendu e dell'Unione dei Patrioti Congolesi uccisero nove soldati bengalesi vicino alla città di Kafe il 25 febbraio 2005, la più grande perdita singola dell'ONU dopo il Genocidio del Ruanda. In risposta, le forze MONUC assaltarono una roccaforte del FNI, uccidendo 50 persone. Thomas Lubanga, leader dell'Unione dei Patrioti Congolesi, e altri capi miliziani furono arrestati dalle autorità congolesi ed imprigionati a Makakala, Kinshasa. Lubanga fu accusato di aver ordinato l'uccisione dei soldati del febbraio 2005 e di causare il continuo stato di insicurezza e pericolo nell'area. Il 10 febbraio 2006 il Tribunale penale internazionale emanò un mandato d'arresto per Lubanga per il crimine di guerra di "aver coscritto e arruolato bambini sotto i 15 anni e averli usati per partecipare attivamente alle ostilità". Le autorità nazionali Congolesi hanno consegnato Lubanga alla custodia del tribunale internazionale il 17 marzo 2006.
Il 1º aprile 2005 la MONUC ha riferito che meno della metà dei 15 000 membri delle milizie era stata disarmata grazie alle Nazioni Unite. Il colonnello delle Nazioni Unite Hussein Mahmoud affermò che la MONUC non avrebbe disarmato le rimanenti milizie aggressivamente o con la forza in generale.
Nell'aprile 2006, un soldato nepalese fu ucciso e altri sette furono presi in ostaggio dal FNI. La MONUC confermò che 7 dei suoi soldati erano stati catturati in un'area 100 km ad est di Bunia, nella combattuta regione nordorientale dell'Ituri. Nel maggio 2006, lo FNI ha rilasciato i sette soldati nepalesi. Il 9 ottobre 2006 la MONUC riportò che 12 miliziani dello FNI erano stati uccisi in alcuni scontri con le forze armate del Congo. Il portavoce della MONUC Leocadio Salmeron affermò che "non erano stati osservati movimenti della popolazione" come conseguenza dei combattimenti.

### Coinvolgimento estero
Human Rights Watch ha documentato dei legami fra la AngloGold Ashanti, una sottoposta della grande compagnia mineraria Anglo American PLC, con altre, costituitisi nel FNI. Questi pagavano per facilitare le operazioni di estrazione di oro nei pressi della città di Mongbwalu; l'oro era poi contrabbandato clandestinamente, attraverso l'Uganda, verso l'Europa e oltre. I benefici di questo commercio d'oro venivano suddivisi fra le compagnie minerarie e le milizie armate, il cui uso dell'omicidio, della tortura e della violenza nel conflitto è ben documentato. Dopo il rilascio dell'HRW report nel giugno 2005, lo svizzero Metalor Technologies, leader nel settore della raffinatura dell'oro, si disse disponibile a cessare di acquistare oro dall'Uganda.
Il 17 ottobre 2006 una ricerca congiunta di Amnesty International, Oxfam e IANSA (International Action Network on Small Arms) ha trovato proiettili statunitensi, russi, cinesi, sudafricani e greci. I ricercatori hanno affermato che: "questo è solo un esempio di come i conflitti di tutto il mondo si riempiano di sofferenza a causa di un blandissimo controllo sulle armi. Gli embarghi sulle armi imposti dalle Nazioni Unite sono come argini contro onde di marea."

### Conseguenze
L'11 ottobre 2006, come parte dell'accordo che avrebbe portato al rilascio dei soldati nepalesi e in seguito ad un decreto ministeriale sottoscritto il 2 ottobre, il Ministero della Difesa congolese Adolphe Onusumba ha annunciato che il leader dello FNI Peter Karim ed il leader del MRC Martin Ngudjolon erano entrambi stati nominati colonnelli dell'esercito congolese, ed erano divenuti comandanti di 3 000 truppe ciascuno.
Il conflitto ha anche visto il rapimento e la schiavizzazione di cittadini da parte delle truppe armate. Il 16 ottobre 2006, Human Rights Watch ha affermato che il governo del Congo avrebbe dovuto investigare e processare membri dell'esercito congolese che avevano partecipato al rapimento di civili e alla loro costrizione al lavoro forzato. La locazione successiva dei 9 civili rapiti il 17 settembre e i 20 civili rapiti l'11 agosto rimane tuttora sconosciuta.
Il 30 ottobre un ufficiale, sospettato di essere ubriaco, sparò e uccise due ufficiali nel paese di Fataki, e la cosa esplose in una rivolta. Fu condannato a morte il giorno dopo.
Il 24 novembre, un procuratore militare congolese annunciò che a Bavi, nell'Ituri, erano state scoperte tre fosse comuni contenenti i cadaveri di circa 30 persone. Il comandante del battaglione di stanza nel paese ed un capitano col dovere di mantenere l'ordine furono arrestati.
Nel novembre 2006 il Fronte Patriottico per la Resistenza nell'Ituri, l'ultima delle tre milizie coinvolte nel conflitto, accettò un patto con il quale 5 000 combattenti s'impegnavano a liberare centinaia di bambini-soldato e a lasciare le proprie armi in cambio di una totale amnistia. I membri della milizia saranno integrati nell'esercito nazionale e i loro capi resi ufficiali sulla scia delle elezioni generali avallate dal governo di Joseph Kabila. Lo FNI divenne l'ultima milizia a cominciare il disarmo nell'aprile 2007, sebbene il disarmo e la demobilitazione continuarono fino a tutto maggio.

## Ripresa dei combattimenti

### Attacchi del FRPI (2008–2012)

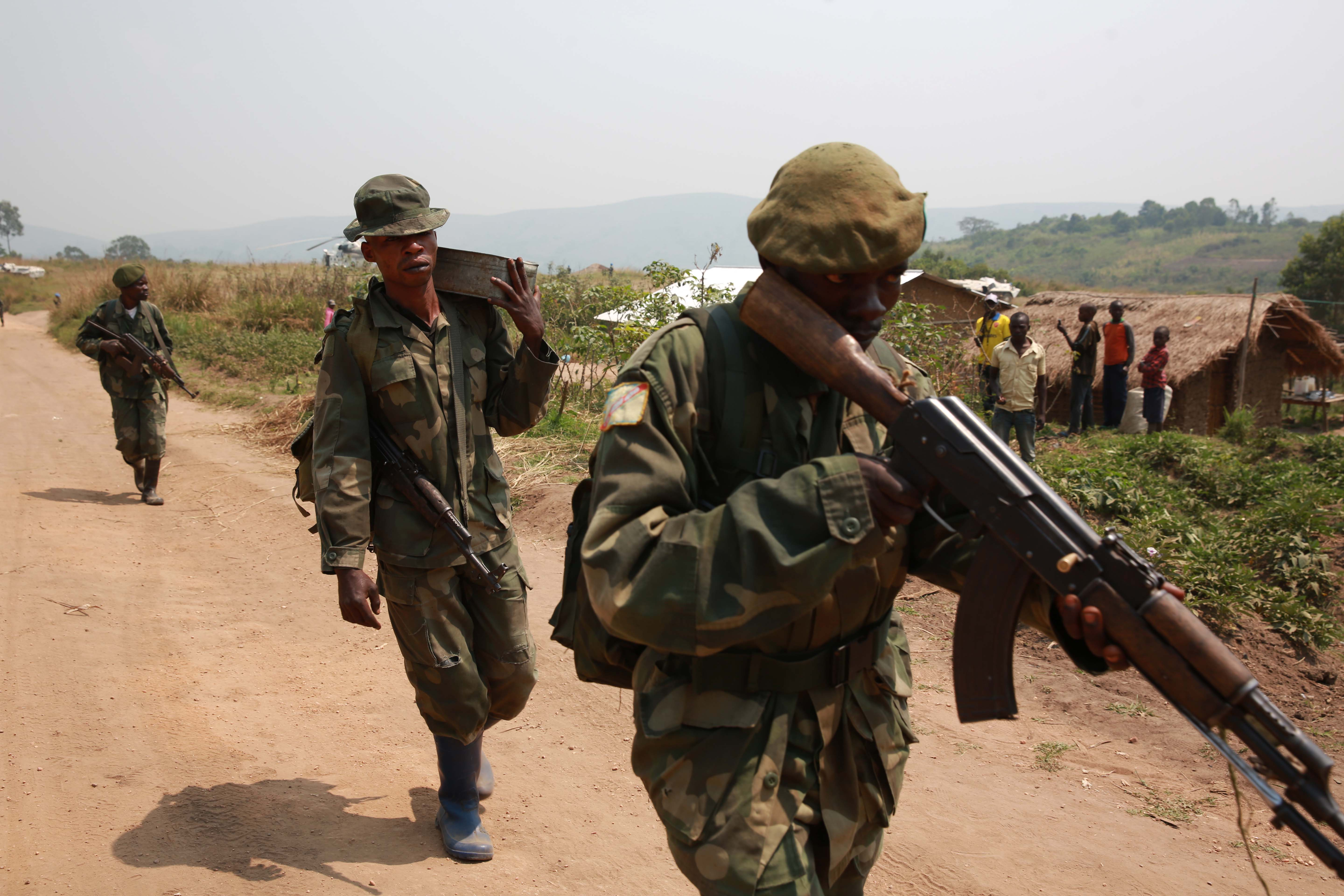
Militari dell'esercito congolese in pattuglia a Aveba nel 2015.

Nonostante il cessate il fuoco del 2006, un gruppo dissidente di militanti del FRPI lancia attacchi sporadici sulle forze governative e la popolazione civile a partire dal 2008, con molte atrocità come stupri, incendi, rapimenti .
A gennaio 2010, Bernard Kakado Barnaba Yunga, capo spirituale del FPRI viene processato a Bunia. Yunga è accusato di ribellione, rapimento, stupro e cannibalismo tra le altre cose .Negli anni seguenti decine di migliaia di civili sono sfollati dai militanti del FRPI, che continuano gli attacchi e i crimini .

### Controffensiva dell'esercito e resa (2012–2014)
A causa dell'incremento degli attacchi del FRPI, l'esercito congolese intraprende delle operazioni di larga scala contro esso, recuperando bestiame ed altri beni rubati e restituendoli alla popolazione locale . Gradualmente i militanti del FRPI si disperdono o sono incorporati nell'esercito regolare .
A settembre 2014, la MONUSCO apre un ufficio nel villaggio di Avebo per fornire ai militanti un posto dove arrendersi, con un discreto successo. Il capo del FRPI, Cobra Matata, si arrende alle autorità congolesi il 21 novembre 2014, anche se il FRPI non cessa di esistere.

### Nuove offensive del FRPI (2014–2015)
Nonostante gli sforzi del governo, il FRPI continua gli attacchi contri i civili ricostituendosi dopo il 2014, rubando molti beni e commettendo crimini . I militanti si servirebbero anche di basi in Uganda quale appoggio alle loro operazioni .
Sebbene il comandante del FRPI Mbadu Adirodu abbia promesso la resa di 300 militanti nel maggio 2015, a giugno i negoziati di pace si sono interrotti e i combattimenti ripresero .